# Herrens himmelfärds kyrka, Nikinci
Herrens himmelfärds kyrka (serbisk kyrilliska: Црква Вазнесења Господњег; latinska: Crkva Vaznesenja Gospodnjeg) är en serbisk-ortodox kyrkobyggnad belägen i byn Nikinci, i regionen Srem i provinsen Vojvodina, i norra Serbien.
Kyrkan är helgad åt Kristi himmelfärd och tillhör det serbisk-ortodoxa stiftet Srems stift.

## Bilder

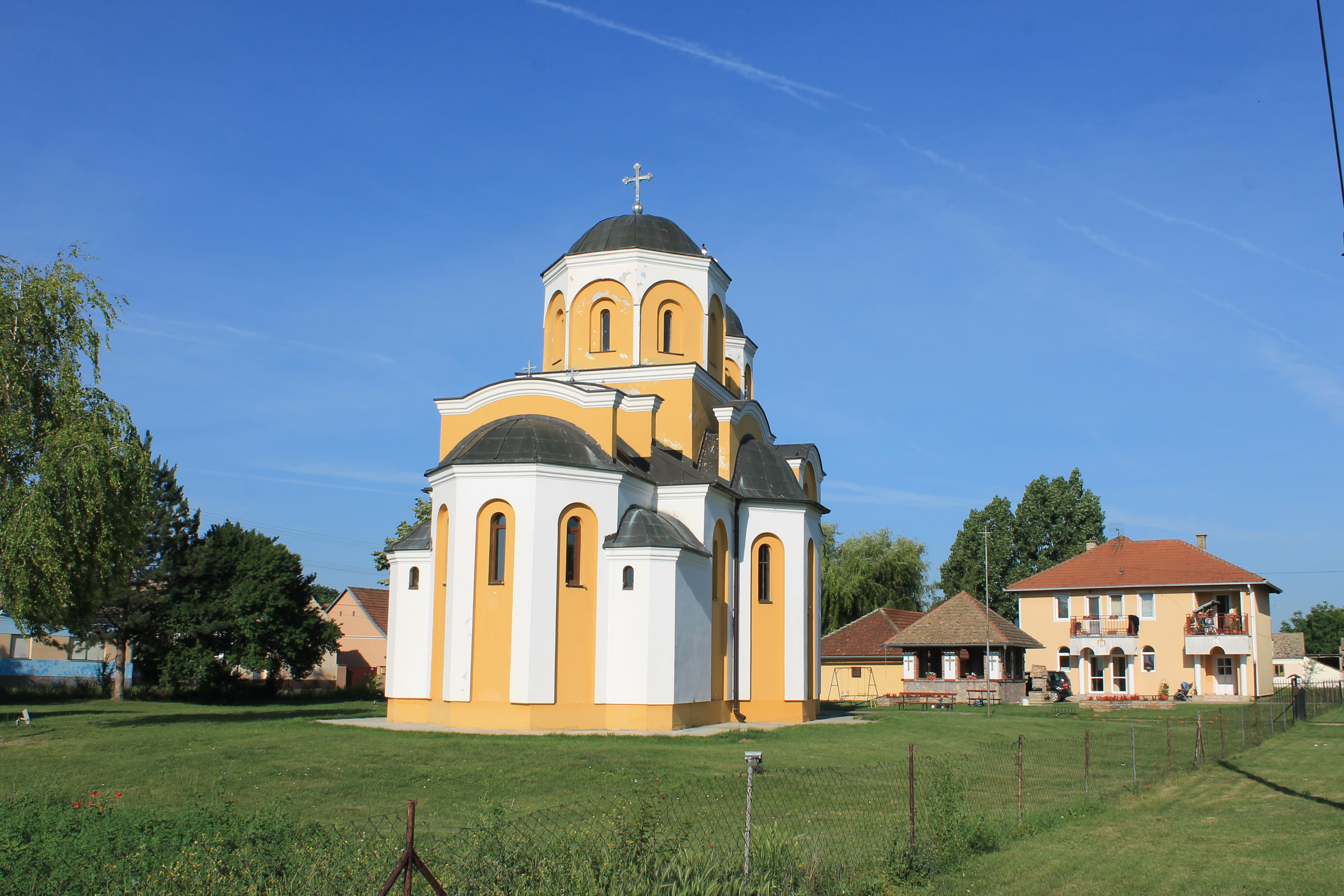
Baksidan och absiden.